# 山中樵
山中樵（やまなか　きこり，1882年10月3日—1947年11月11日），日本福井縣福井市人，是位圖書館學者，曾任臺灣總督府圖書館第五任館長。1941年，獲敘勳四等授瑞寶章。二次大戰日本投降後仍留在臺灣協助范壽康與吳克剛成立臺灣省立圖書館，直到1947年發生二二八事件才在該年5月返回日本，並於同年11月11日病逝，葬於輪王寺。

## 早年生活
1888年4月，就讀外記丁尋常小學校（今仙台市立上杉山通小學校）。但由於其父調任角田警察署長，也隨著轉入角田尋常高等小學校（今角田市立角田小學校），1892年3月，畢業於角田尋常高等小學校。1900年，高等師範學校（今筑波大學前身之一）考試合格，但由於年齡不足取消入學許可。同年3月，畢業於仙台市之宮城縣尋常中學校（今宮城縣仙台第一高等學校）。

## 任教
1901年，任奈良縣立工業學校（今奈良縣立御所工業高等學校）教員。1906年3月，中等教員歷史科（西洋史）檢定試驗合格。同年11月，任奈良縣立工業學校教諭兼舍監。同年同月轉任宮城縣立高等女學校（今宮城縣宮城第一高等學校）教授歷史，同時擔任同窗會幹事長。在職期間，由於得到考古學研究家高橋健自的指導與薰陶，對考古學研究產生極大興趣。